# St-Sulpice (Ry)

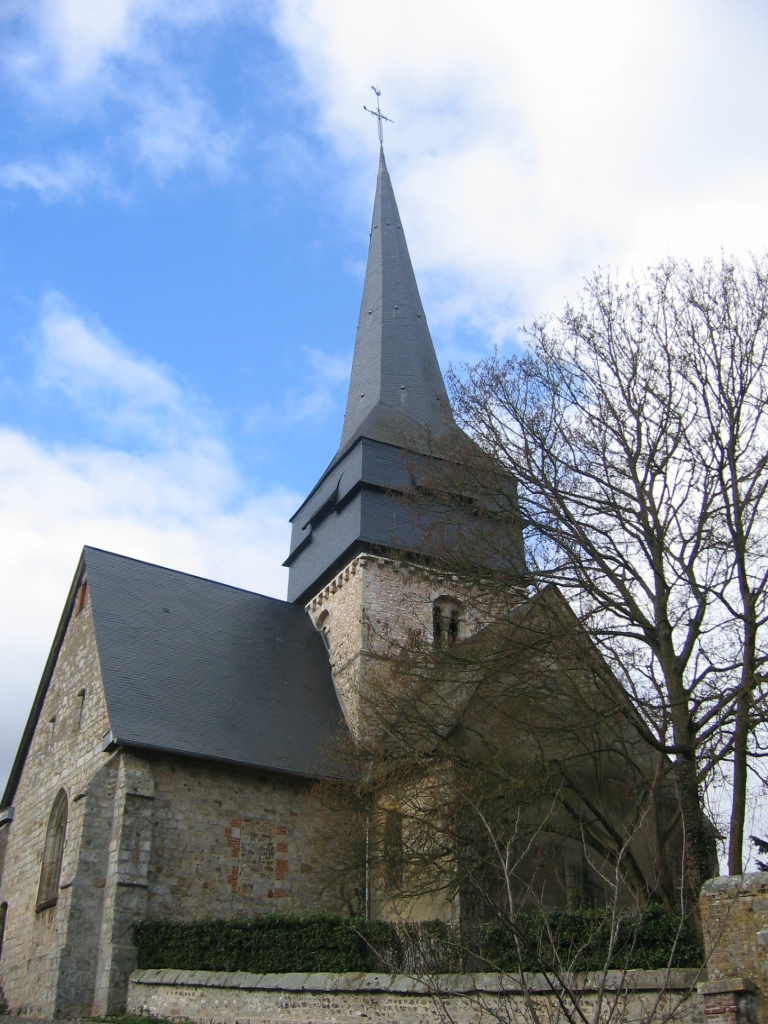
Kirche St-Sulpice in Ry

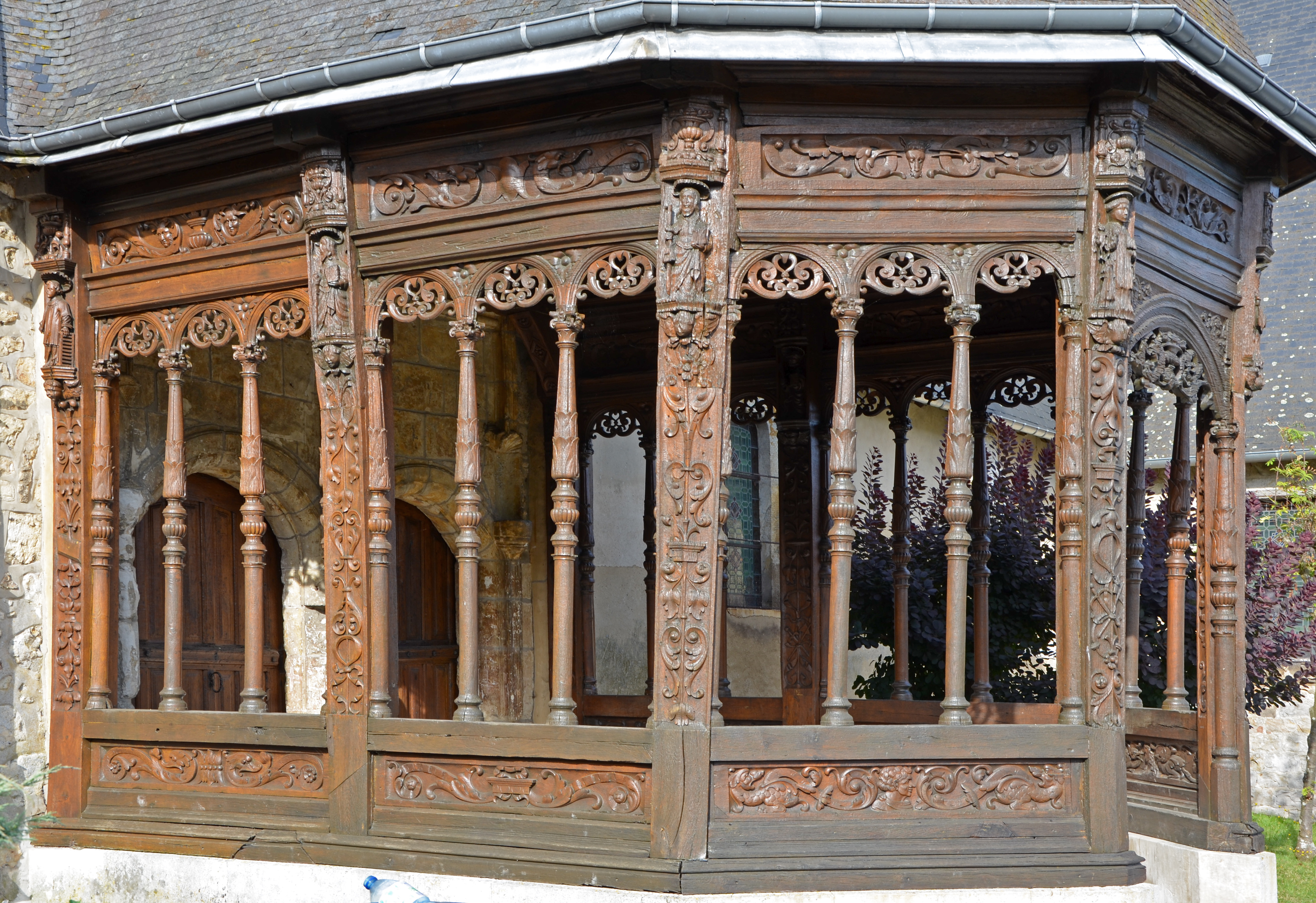
Eingangsbereich

Die römisch-katholische Kirche Notre-Dame in Ry, einer französischen Gemeinde im Département Seine-Maritime in der Region Normandie, wurde ab dem 12. Jahrhundert errichtet. Die romanische Kirche ist seit 1910 ein geschütztes Baudenkmal (Monument historique).

## Geschichte
Die dem heiligen Sulpicius geweihte Kirche gehörte ursprünglich einem örtlichen Adligen. Der älteste Teil der Kirche, der quadratische Turm über der Vierung, stammt aus dem frühen 12. Jahrhundert. Im 16. und 17. Jahrhundert fanden größere Umbauten statt. Der geschnitzte Eingangsbereich aus dem 16. Jahrhundert ist von überörtlicher Bedeutung.